# Day hospital
Il day hospital (in italiano ricovero diurno) è una modalità organizzativa di assistenza ospedaliera nella quale il paziente rimane nella struttura solo il tempo necessario per accertamenti, esami o terapie nell'arco di uno o più ricoveri programmati (tutti di durata inferiore a un giorno e senza pernottamento) senza occupare un posto letto. È praticata soprattutto nella preparazione agli interventi chirurgici (day hospital preoperatorio), nelle terapie antineoplastiche (day hospital oncologico o ematologico), nella chirurgia di piccola e media entità (day surgery).

## Vantaggi e svantaggi rispetto al ricovero notturno
Il day hospital, grazie alla riduzione dei tempi di assistenza del paziente, consente un'economia di gestione ed è solitamente la soluzione preferibile per i pazienti che non hanno problemi di autonomia o di mobilità.
Il sistema day hospital si rivela invece svantaggioso rispetto al ricovero notturno nel caso in cui il paziente abbia bisogno di svolgere più accertamenti o esami, in quanto risulterebbe necessario ogni volta presentarsi in ospedale. Questo può essere un problema, soprattutto se il paziente abita lontano dalla struttura ospedaliera.

## Day surgery
L'espressione day surgery definisce la possibilità di effettuare interventi o altre procedure diagnostiche o terapeutiche su pazienti che vengono dimessi nella stessa giornata di ammissione in regime di anestesia locale o totale. È simile alla chirurgia ambulatoriale che definisce la possibilità di effettuare interventi chirurgici categorizzati di lieve impatto con procedure anestetiche locali.
Attualmente più della metà degli interventi chirurgici sono eseguiti in day surgery ospedalieri mono o multi-disciplinari o in strutture autonome (Free standing Unit).
Si possono effettuare interventi chirurgici o procedure diagnostiche e terapeutiche invasive in anestesia locale, loco-regionale, e generale. Questo tipo di prestazioni generalmente possono essere fornite solo in ospedali o centri specializzati.
Gli interventi più comuni includono:
- Chirurgia oculistica
- Gastroenterologia
- Ginecologia e andrologia
- Otorinolaringoiatria
- Ortopedia
- Chirurgia plastica
- Chirurgia mammaria
- Chirurgia generale
- Odontostomatologia
- Urologia
- Radiologia interventistica
- Ortopedia e traumatologia

I benefici più importanti sono:
- I farmaci anestetizzanti vengono metabolizzati velocemente.
- Tempi chirurgici ridotti.
- Notevole riduzione dei costi, ottenuta abbassando i tempi di ricovero ed evitando l'occupazione di posti letto.
- Riduzione del rischio di contrarre infezioni nosocomiali.